# Puchar Zdobywców Pucharów (1963/1964)
IV Puchar Europy Zdobywców Pucharów 1963/1964

(ang. European Cup Winners' Cup)

## 1/16 finału
| Atalanta BC – Sporting CP 2:0 i 1:3, dod. 1:3 (dog) 1 04.09 1963 1:0 Calvanese 74, 2:0 Domenghini 85 2 09.10 1963 0:1 Figueiredo 5, 1:1 Christensen 18, 1:2 Mascarenhas 63, 1:3 Be 77 3 14.10 1963 1:0 Nova 21 1:1 Mascarenhas 24, 1:2 Lucio 94, 1:3 Mascarenhas 117 (mecz w Barcelonie)                    |
| APOEL FC – FK Gjøvik-Lyn 6:0 i 1:0 1 08.09 1963 1:0 T.Hallis 15, 2:0 T.Hallis 61, 3:0 Nicaros 67, 4:0 Papallos 78, 5:0 T.Hallis 80, 6:0 Agathocleous 86 2 28.09 1963 1:0 Partakis 48 |
| Willem II Tilburg – Manchester United 1:1 i 1:6 1 25.09 1963 1:0 Louer 9, 1:1 Herd 11 (mecz w Rotterdamie) 2 15.10 1963 0:1 Setters 7, 0:2 Law 12, 0:3 Law 19, 1:3 Cantwell 36s, 1:4 R.Charlton 63, 1:5 Chisnall 68, 1:6 Law 70                                                                             |
| Hamburger SV – Union Luxembourg 4:0 i 3:2 1 25.09 1963 1:0 Boyens 28, 2:0 Boyens 32, 3:0 Seeler 38, 4:0 Boyens 63 2 02.10 1963 1:0 Giesemann 20, 2:0 Giesemann 62, 2:1 Winandy 70, 3:1 Kurbjuhn 83, 3:2 Bernardin 88                                                                                        |
| Shelbourne FC – FC Barcelona 0:2 i 1:3 1 24.09 1963 0:1 Zaldúa 48, 0:2 Pereda 77 2 15.10 1963 1:0 Bonham 30, 1:1 Kocsis 36, 1:2 Fuste 79, 1:3 Ré 80 |
| Olympiakos SFP – Zagłębie Sosnowiec 2:1 i 0:1, dod. 2:0 1 25.09 1963 1:0 G.Sideris 47, 2:0 G.Sideris 63, 2:1 Piecyk 86 2 02.10 1963 0:1 Krawiarz 40 3 23.10 1963 1:0 G.Sideris 30, 2:0 Neotoristos 63 (mecz w Wiedniu)                                                                                      |
| Olympique Lyon – Boldklubben 1913 3:1 i 3:1 1 09.10 1963 1:0 Combin 10, 2:0 Di Nallo 14, 2:1 Rasmussen 44, 3:1 Taberner 55 2 16.10 1963 0:1 Hansen 10, 1:1 Di Nallo 15, 2:1 Combin 20, 3:1 Combin 87 |
| FC Basel – Celtic F.C. 1:5 i 0:5 1 17.09 1963 0:1 Divers 21, 0:2 Hughes 42, 0:3 Lennox 53, 0:4 Hughes 65, 1:4 Blumer 79, 1:5 Hughes 78 2 09.10 1963 0:1 Johnstone 2, 0:2 Divers 41, 0:3 Murdoch 62, 0:4 Charniers 78, 0:5 Divers 89                                                                         |
| LASK Linz – Dinamo Zagrzeb 1:0 i 0:1, dod. 1:1 (dog) 1 09.10 1963 1:0 Fürst 32 2 16.10 1963 0:1 Lamza 48 3 23.10 1963 0:1 Rauš 36, 1:1 Lima 49 (mecz dodatkowy w Zagrzebiu) awans Dinamo w wyniku losowania (rzut monetą)                                                                                   |
| Helsingin Palloseura – Slovan Bratysława 1:4 i 1:8 1 15.09 1963 0:1 P. Molnar 7, 0:2 Jokl 13, 0:3 Jokl 19, 0:4 Velecký 51, 1:4 Rautiainen 72 2 19.10 1963 0:1 Obert 20, 0:2 Moravčik 56, 0:3 Moravčik 57, 0:4 Cvetler 62, 0:5 Velecký 65, 0:6 Hrdlićka 70, 0:7 Velecký 76, 0:8 Obert 81, 1:8 Raatikainen 84 |
| Sliema Wanderers – Borough United 0:0 i 0:2 1 15.09 1963 (mecz w Gzirze) 2 03.10 1963 0:1 Duffy 35, 0:2 M.Pritchard 57 (mecz w Wrexham) |
| Fenerbahçe SK – Petrolul Ploeszti 4:1 i 0:1 1 12.09 1963 1:0 Birol 55, 2:0 Selim 56, 3:0 Senol 68, 4:0 Necim 70, 4:1 M.Dridea 74 2 16.10 1963 0:1 M.Dridea 16 |
| MTK Budapest FC – Sławia Sofia 1:0 i 1:1 1 02.10 1963 1:0 Sandor 8 2 09.10 1963 0:1 Miszew 6, 1:1 Kuti 36 |
| Wolny los: Tottenham Hotspur, Linfield F.C., Motor Zwickau |

## 1/8 finału
| Sporting CP – APOEL FC 16:1 i 2:0 1 13.11 1963 1:0 Mascarenhas 5, 2:0 F.Pinto 7, 3:0 Mascarenhas 20, 3:1 Andreou 24, 4:1 Mascarenhas 27, 5:1 Lino 35, 6:1 Louro 36, 7:1 Peridis 48, 8:1 Mascarenhas 57, 9:1 Augusto 64, 10:1 F.Pinto 65, 11:1 Figueiredo 67, 12:1 Figueiredo 72, 13:1 Figueiredo 76, 14:1 Augusto 81, 15:1 Mascarenhas 84, 16:1 Mascarenhas 88 (najwyższe zwycięstwo w historii europejskich pucharów) 2 20.11 1963 1:0 Augusto 37, 2:0 Mascarenhas 54 (mecz w Lizbonie) |
| Tottenham Hotspur – Manchester United 2:0 i 1:4 1 03.12 1963 1:0 MacKay 67, 2:0 Dyson 86 2 10.12 1963 0:1 Herd 6, 0:2 Setters 54, 1:2 Greaves 59, 1:3 R.Charlton 77, 1:4 R.Charlton 83 |
| FC Barcelona – Hamburger SV 4:4 i 0:0, dod. 2:3 1 20.11 1963 0:1 Seeler 18, 1:1 Pereda 24, 1:2 Dörfel 33, 2:2 Fuste 37, 3:2 Zabala 50, 3:3 Eladio 61s, 3:4 Seeler 71, 4:4 Fuste 82 2 11.12 1963 3 18.12 1963 0:1 Bahre 52, 1:1 Kocsis 62, 2:1 Kocsis 64, 2:2 Seeler 66, 2:3 Seeler 83 (mecz w Lozannie) |
| Olympique Lyon – Olympiakos SFP 4:1 i 1:2 1 20.11 1963 0:1 G.Sideris 2, 1:1 Combin 19, 2:1 Combin 33, 3:1 Combin 54, 4:1 Leborgne 89 2 30.11 1963 0:1 G.Sideris 16, 1:1 Combin 55, 1:2 Stefanakos 55 |
| Celtic F.C. – Dinamo Zagrzeb 3:0 i 1:2 1 04.12 1963 1:0 Chalmers 10, 2:0 Chalmers 13, 3:0 Hughes 62 2 11.12 1963 1:0 Murdoch 40, 1:1 Lanza 63, 1:2 Zambata 85 |
| Borough United – Slovan Bratysława 0:1 i 0:3 1 11.12 1963 0:1 P.Molnar 51 (mecz w Wrexham) 2 15.12 1963 0:1 P.Molnar 52, 0:2 P.Molnar 59, 0:3 Moravčik 72 |
| Fenerbahçe SK – Linfield F.C. 4:1 i 0:2 1 13.11 1963 1:0 Ogün 4, 2:0 Nedim 34, 3:0 Senol 52, 4:0 Senol 76, 4:1 Stewart 85 2 11.12 1963 0:1 Craig 21, 0:2 Ferguson 59 |
| Motor Zwickau – MTK Budapest FC 1:0 i 0:2 1 20.11 1963 1:0 Henschel 51 2 30.11 1963 0:1 Kovacs 61, 0:2 Bödör 71 |

## 1/4 finału
| Manchester United – Sporting CP 4:1 i 0:5 1 26.02 1964 1:0 Law 22k, 2:0 R.Charlton 40, 3:0 Law 60, 3:1 Osvaldo Silva 65, 4:1 Law 73k 2 18.03 1964 0:1 Osvaldo Silva 3, 0:2 Osvaldo Silva 12, 0:3 Géo 47, 0:4 Moráis 52, 0:5 Osvaldo Silva 54 |
| Hamburger SV – Olympique Lyon 1:1 i 0:2 1 04.03 1964 0:1 Mignot 11, 1:1 G.Dörfel 22 2 18.03 1964 0:1 Combin 15, 0:2 Combin 62 |
| Celtic F.C. – Slovan Bratysława 1:0 i 1:0 1 26.02 1964 1:0 Murdoch 71k 2 04.03 1964 1:0 Hughes 58 |
| MTK Budapest FC – Fenerbahçe SK 2:0 i 1:3, dod. 1:0 1 27.02 1964 1:0 Vasas 80, 2:0 Bödör 82 2 06.03 1964 0:1 Ogün 6, 0:2 Selim 66, 0:3 Ogün 76, 1:3 Bödör 80 3 18.03 1964 1:0 Kuti 86 (mecz w Rzymie)                                        |

## 1/2 finału
| Olympique Lyon – Sporting CP 0:0 i 1:1, dod. 0:1 1 08.04 1964 2 20.04 1964 1:0 Combin 13, 1:1 Géo 48k 3 05.05 1964 0:1 Osvaldo Silva 64 (mecz w Madrycie)            |
| Celtic F.C. – MTK Budapest FC 3:0 i 0:4 1 15.04 1964 1:0 Clark 35, 2:0 Chalmers ?, 3:0 Chalmers ? 2 29.04 1964 0:1 Kuti 11, 0:2 Vasas 47, 0:3 Sandor 61, 0:4 Kuti 71 |

## Finał
| 13 maja 1964 Bruksela Stadion Heysel (3208) Sporting CP – MTK Budapest FC 3:3 (3:3, 2:1) Sędzia: Lucien van Nuffel (Belgia) Bramki: 0:1 Károly Sandor 19, 1:1 Mascarenhas 40, 2:1 Ernesto Figueiredo 45, 2:2 István Kuti 73, 2:3 Károly Sandor 75, 3:3 Ernesto Figueiredo 80 Sporting CP (trener Anselmo Fernandes): Joaquim Carvalho – José Pedro Gomes, Alexandre Baptista, José Carlos – João Moráis, Fernando Mendes (kapitan), Osvaldo da Silva, Mascarenhas, Ernesto Figueiredo, Géo Carvalho, Bé Bocaleri MTK Budapest FC (trener Béla Volentik): Ferenc Kovalik; György Keszei, Jószef Danszky, István Jenei; István Nagy, Ferenc Kovács; Károly Sandor (Kapitän), Mihály Vasas, László Bödör, István Kuti, István Hálapi |
| 15 maja 1964 Antwerpia Stadion Bosuil (19 924) Sporting CP – MTK Budapest FC 1:0 (1:0) Sędzia: Gérard Versyp (Belgia) Bramki: 1:0 João Moráis 20 Sporting CP (trener Anselmo Fernandes): Joaquim Carvalho – José Pedro Gomes, Alexandre Baptista, José Carlos, José Perides, Fernando Mendes (kapitan), Osvaldo da Silva, Mascarenhas, Ernesto Figueiredo, Géo Carvalho, João Moráis MTK Budapest FC (trener Béla Volentik): Ferenc Kovalik – György Keszei, Jószef Danszky, István Jenei, István Nagy, Ferenc Kovács, Károly Sandor (kapitan), Mihály Vasas, László Bödör, István Kuti, István Hálapi |